# Opera (2020)
Opera ist ein US-amerikanischer-südkoreanischer Animations- und Kurzfilm aus dem Jahr 2020. Der Film von Erick Oh wurde für die 93. Oscarverleihung für den Oscar für den besten animierten Kurzfilm nominiert.

## Inhalt
Dargestellt wird eine pyramidenartig aufgebaute, in verschiedene Sektoren eingeteilte Gesellschaft. Die Handlungen der Figuren in jedem Sektor beeinflussen dabei die Personen in anderen Sektoren. Beherrscht wird das Geschehen von einem Tag- und Nachtzyklus. Der Film ist dabei so gestaltet, dass der Film in einer endlosen Schleife abgespielt werden kann.
Der Film ist nach Angaben Ohs von Künstlern der Renaissance wie Botticelli und Michelangelo beeinflusst, aber auch dem politischen Klima in den Vereinigten Staaten und Südkoreas zur Zeit der Entstehung des Films, als Donald Trump Präsident war und Präsidentin Park Geun-hye des Amtes enthoben wurde. So würden etwa Personen in die Gefängnissektion gebracht, nur weil sie andersfarbige Köpfe haben und dort geköpft. Die verschiedenartigen Köpfe sollen dabei laut Oh Vielfältigkeit in politischer, kultureller, religiöser oder ethnischer Hinsicht darstellen. Die Gestaltung als Schleife soll dabei einen Teufelskreis der Geschichte symbolisieren, in der sich diese zyklisch wiederhole. Zugleich zeigt sich die abgebildete Gesellschaft dualistisch, indem die linke Hälfte in warmen Farben und die rechte Hälfte in kalten Farben
gestaltet wurde. Laut Oh stelle dies Gegensätze in der Gesellschaft da, einerlei ob es Religion, Kultur, Politik oder Yin und Yang sei. Die unkonventionelle Erzählweise solle dabei dem Zuschauer auch die Freiheit geben sich auf selbstgewählte Sektionen zu konzentrieren und selbst eine eigene Geschichte zu erzählen, so Oh.

## Produktion
Der Film wurde über drei Jahre von einem Team von 34 Animateuren unter Leitung von Oh und Artdirectorin Celine You in 3D-Animation erstellt. Das Zusammenspiel der vierundzwanzig Sektionen erforderte dabei eine Koordination wie bei einem Uhrwerk.

## Rezeption
Carolyn Giardina bezeichnete den Animationsfilm für den Hollywood Reporter als übersymbolierend.
James Balmont schrieb für den Observer:

„With family-friendly animated features, the frescos of Hieronymous Bosch and a desire to raise awareness of the flaws of our real-world society informing this work, Oh’s complex artistry is full of nuance.“

(Mit familienfreundlich animierten Bildern, die Fresken von Hieronymus Bosch und der Wunsch, das Bewusstsein für die Schwächen unserer realen Gesellschaft zu schärfen, beeinflussen seine Arbeit. Ohs komplexe Kunst ist voller Nuancen.)

## Auszeichnungen
- Oscars 2021: Nominierung als bester animierter Kurzfilm. Dieser Oscar ging an Will McCormack und Michael Govier für If Anything Happens I Love You.[5]